# Walenty Kołudzki
Walenty Kołudzki herbu Pomian (zm. przed 11 maja 1684 roku) – podkomorzy inowrocławski od 1680 roku, sędzia inowrocławski w latach 1670-1679, podstoli brzeskokujawski w latach 1656-1670.
Członek konfederacji województw kujawskich w 1670 roku.
Był elektorem Michała Korybuta Wiśniowieckiego z województwa inowrocławskiego w 1669 roku.